# Ogcodes canberranus
Ogcodes canberranus este o specie de muște din genul Ogcodes, familia Acroceridae. A fost descrisă pentru prima dată de Paramonov în anul 1957. Conform Catalogue of Life specia Ogcodes canberranus nu are subspecii cunoscute.